# Vellereille-le-Sec
Vellereille-le-Sec is een dorp in de Belgische provincie Henegouwen, en een deelgemeente van de Waalse gemeente Estinnes.
Vellereille-le-Sec was een zelfstandige gemeente, tot die bij de gemeentelijke herindeling van 1977 deel werd van de gemeente Estinnes.

## Bezienswaardigheden
- De Sint-Amanduskerk (Église Saint-Amand) is een kerkgebouw van 1622 waarvan het schip in de 18e eeuw nog werd verbouwd. In de kerk bevindt zich een grafsteen van 1461.

## Natuur en landschap
Vellereille-le-Sec ligt op een plateau. Naar het zuidoosten neemt de hoogte snel toe. De hoogte aan de kerk bedraagt 98 meter.

## Demografische ontwikkeling
- Bronnen:NIS, Opm:1831 tot en met 1970=volkstellingen, 1976= inwoneraantal op 31 december

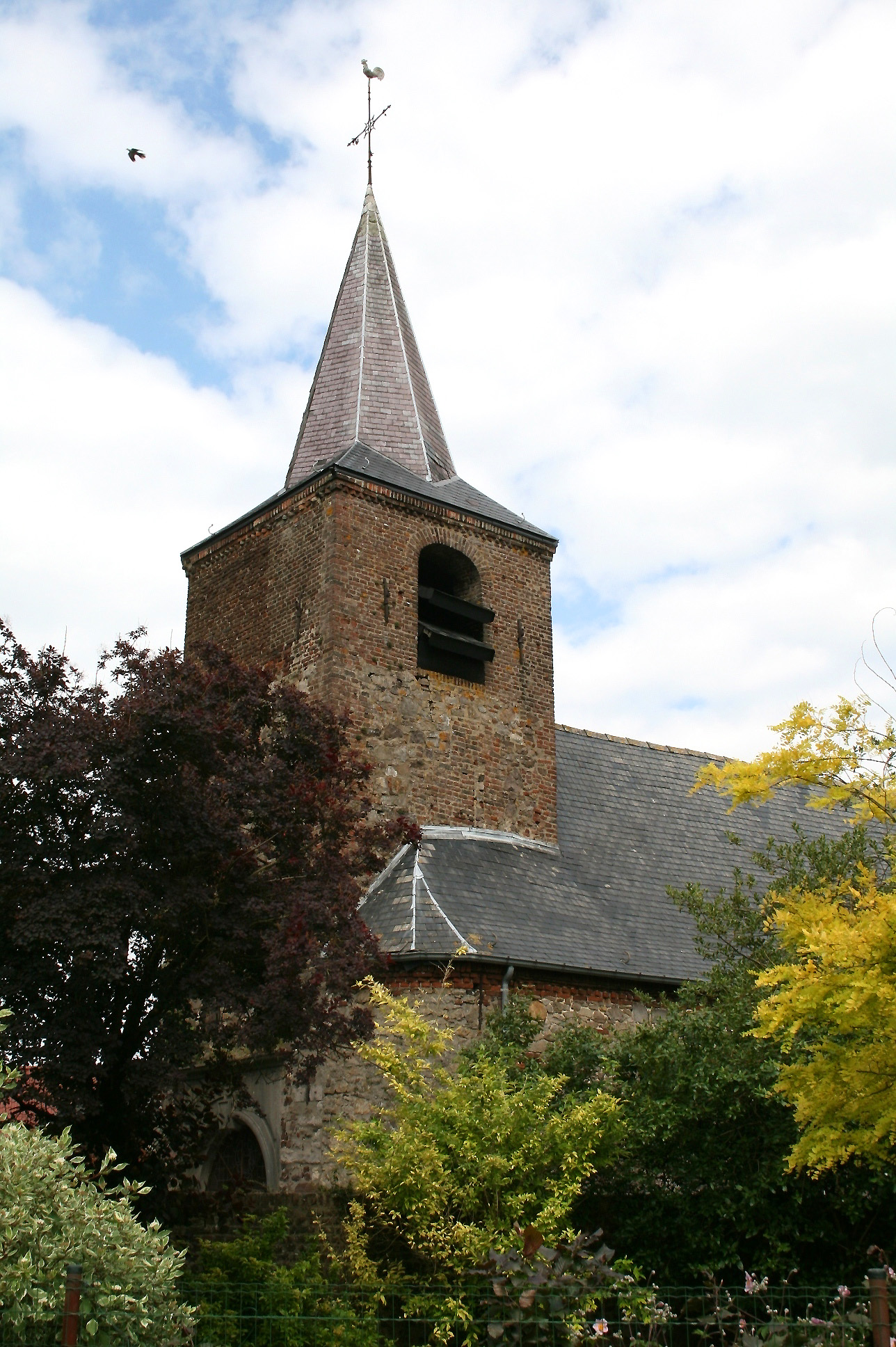
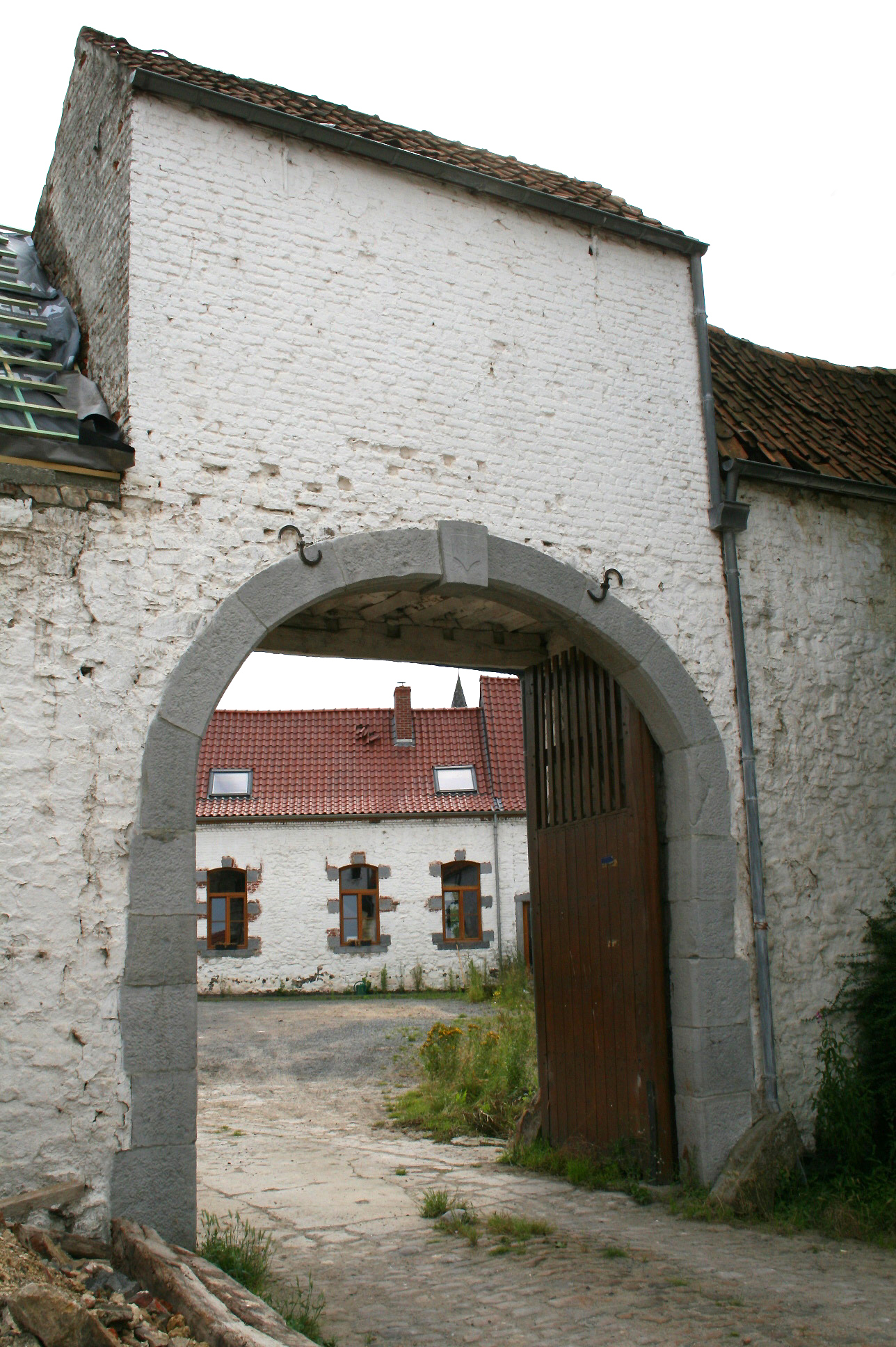
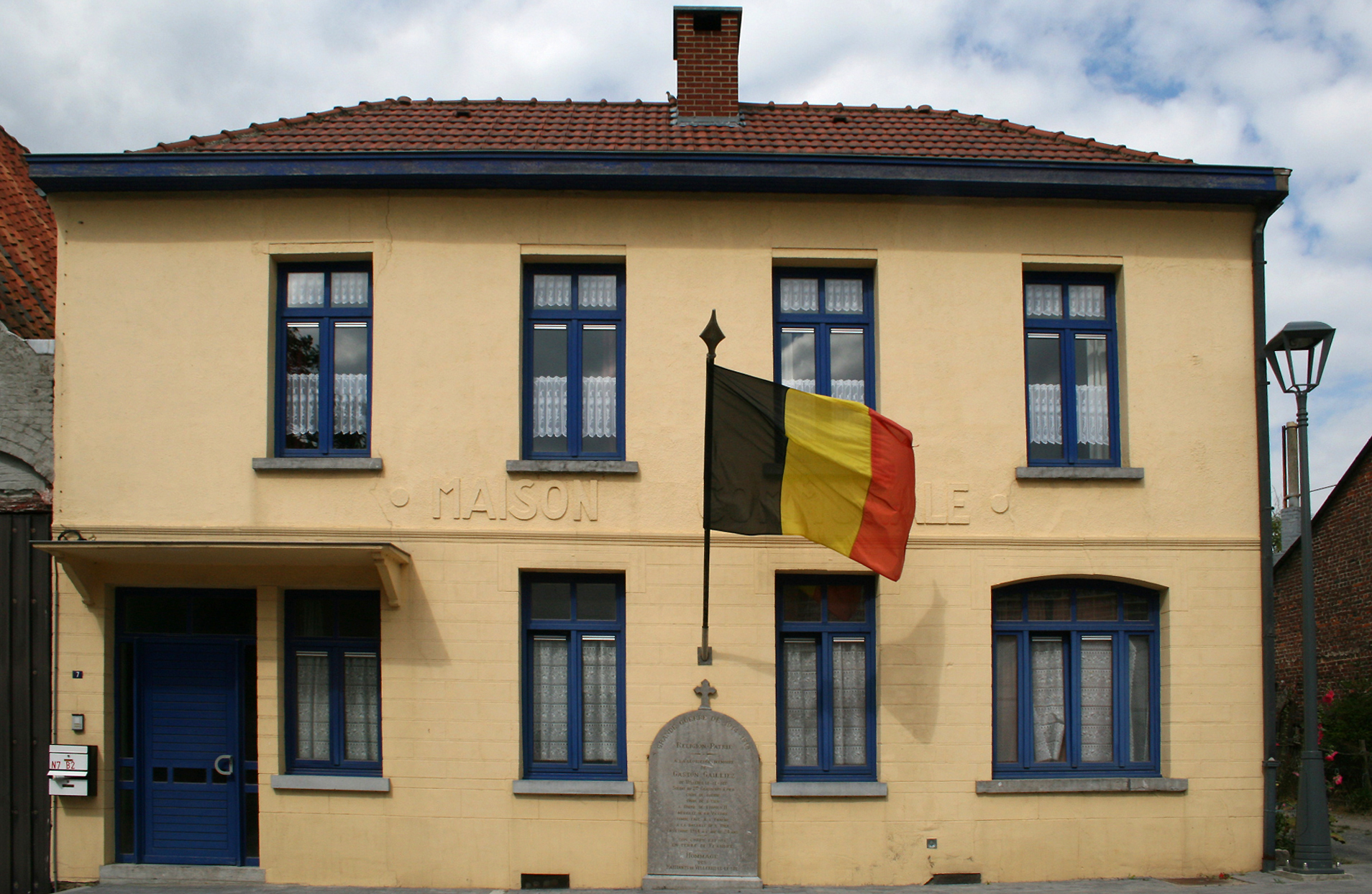

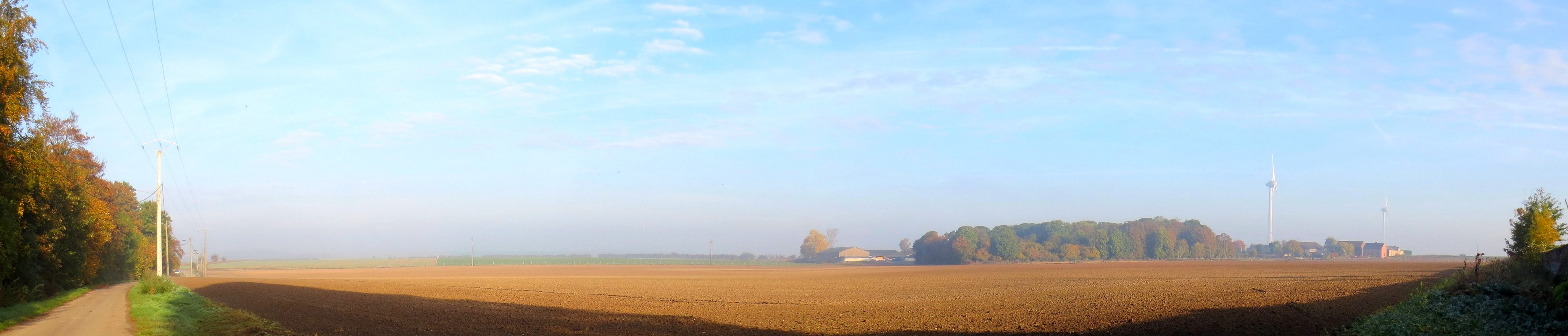
Panoramafoto van Vellereille-le-Sec

## Nabijgelegen kernen
Givry, Haulchin, Villers-Saint-Ghislain, Harmignies